# Passage Doisy
Le passage Doisy est une voie située dans le quartier des Ternes le 17e arrondissement de Paris, en France.

## Situation et accès
Le passage Doisy est desservi par la ligne 2 à la station Ternes.

## Origine du nom
La rue porte le nom du propriétaire du terrain sur lequel elle a été ouverte.

## Historique
Ce passage est ouvert sous sa dénomination actuelle vers 1875. Il est classé dans la voirie parisienne par arrêté municipal du 25 avril 1994.
Plusieurs immeubles ont été construits entre 1877 et 1928.
Le nom du passage Doisy a été mis en lumière en 1960 lors de l'enlèvement du petit Peugeot. C'est en effet à l'extrémité de ce passage, au niveau du 55, avenue des Ternes que Roland Peugeot remit au ravisseur la somme de 50 millions de francs, en billets, le 14 avril 1960, le surlendemain du rapt de son fils Éric,.

## Bâtiments remarquables et lieux de mémoire
Le cinéaste Claude Sautet y fait résider au no 5 le personnage d'Éric Stark (joué par Jean-Paul Belmondo) qui cache son ami en cavale, Abel Davos (interprété par Lino Ventura), dans le film Classe tous risques, sorti en 1960. Une scène du film est tournée à l'entrée du passage.

## Pour approfondir